# ライアン・ミシェル・ベイズ
ライアン・ミシェル・ベイズ（Ryan Michelle Bathe, 1976年7月27日 - ）は、アメリカ合衆国セントルイス出身の女優である。

## 出演作品

### テレビ
- アーミー・ワイフ
- 続ハリーズ・ロー　裏通り法律事務所
- プライベート・プラクティス
- ボーンズ　-骨は語る-
- ママと恋に落ちるまで
- ミディアム 霊能者アリソン・デュボア
- ブラザーズ＆シスターズ
- ボストン・リーガル（サラ・ホルト）
- ER緊急救命室

### 映画
- ラブ&マネー（ジャッキー）
- シルヴィ 〜恋のメロディ〜 Sylvie's Love (2020) - ケイト役